# Вільгельм Шпіндлер
Вільгельм Ебергард Шпіндлер (нім. Wilhelm Eberhard Spindler; 5 липня 1914, Штутгарт — 20 серпня 1997, Штутгарт) — німецький офіцер, оберст вермахту (1 лютого 1945). Кавалер Лицарського хреста Залізного хреста з дубовим листям.

## Біографія
31 жовтня 1935 року вступив в 99-й гірський полк і з 1938 року всю службу провів у лавах 1-ї гірської дивізії. З 1 жовтня 1938 року — командир взводу 13-ї роти 98-го гірського полку. Учасник Польської кампанії. З 8 січня 1940 року — командир взводу зв'язку, з 28 березня 1940 року — ордонанс-офіцер 3-го батальйону свого полку. Учасник Французької кампанії, відзначився в боях біля Ірсона. З початку 1941 року — командир 13-ї роти свого полку, з яким взяв участь у Балканській кампанії та Німецько-радянській війні. Навесні 1942 року тяжко поранений. Після одужання 11 серпня 1942 року призначений командиром високогірної роти своєї дивізії. З 13 вересня 1942 року — знову командир 13-ї роти 98-го гірського полку. З 1 липня 1943 року — командир 54-го запасного гірського батальйону. З 9 жовтня 1944 року — командир 99-го гірського полку, з яким з грудня 1944 року воював у районі Платтензе в Угорщині. 16 березня 1945 року тяжко поранений і до кінця війни залишався у шпиталі.

## Нагороди
- Медаль «За вислугу років у Вермахті» 4-го класу (4 роки)
- Залізний хрест
  - 2-го класу (1 листопада 1939)
  - 1-го класу (28 травня 1940)
- Лицарський хрест Залізного хреста з дубовим листям
  - лицарський хрест (21 грудня 1940)
  - дубове листя (№718; 31 січня 1945)
- Штурмовий піхотний знак в сріблі
- Нагрудний знак «За поранення» в золоті
- Орден Корони Румунії, офіцерський хрест з мечами
- Німецький хрест в золоті (8 лютого 1942)
- Почесна застібка на орденську стрічку для Сухопутних військ (15 липня 1942)
- Медаль «За зимову кампанію на Сході 1941/42»
- Нагрудний знак ближнього бою в сріблі
- Відзначений у Вермахтберіхт (22 грудня 1944)